# 大阪 - 高松線
大阪 - 高松線（おおさか - たかまつせん）は、大阪市と香川県高松市を結ぶ昼行高速バスである。
全便座席指定制のため、乗車には予約が必要。
便名コードは、JRバス便が380xx、阪急・四国高速便が385xx。

## 概説
阪急観光バスではさぬきエクスプレス号（さぬきエクスプレスごう）、四国高速バスではさぬきエクスプレス大阪（さぬきエクスプレスおおさか）、西日本ジェイアールバスとジェイアール四国バス（JRバス）では高松エクスプレス大阪号（たかまつエクスプレスおおさかごう）とそれぞれ愛称がある。
本路線とほとんど重複する大阪なんば - 高松間に、「高松エクスプレス」と書かれている緑色のバスが走っているが、こちらは別会社かつたかなんフットバスという路線名の競合路線で回数券・割引券等は共通利用できない。詳しくは当該ページを参照。
さぬきエクスプレス（大阪）号は1996年に阪急バスと四国高速バスの共同運行で阪急梅田駅（当時）阪急三番街バスターミナルとJR高松駅を1日4往復で結ぶ便として新設し、瀬戸中央自動車道（瀬戸大橋）を経由していたが、2001年に高松自動車道の高松中央IC - さぬき三木ICと津田東IC - 板野ICが開業し、先行開業していた高松東道路と繋がってからは神戸淡路鳴門自動車道（明石海峡大橋）経由に変更した。この時に1日14往復体制（各社7往復ずつ、そのうち8往復はJR丸亀駅発着）へ大幅に増便し、急行便4往復（新大阪駅・千里ニュータウン・宝塚ICバスストップ・西宮名塩バスストップ・西宮北ICバスストップに停車する便）と特急便10往復（同地区を通過する便）に分けられた。またスーパーハイデッカー3列シート車からハイデッカー4列シート車に置き換えられ、設備面ではグレードダウンした。
高松エクスプレス大阪号は2001年に西日本ジェイアールバスと四国旅客鉄道（JR四国）がJR大阪駅（桜橋口バスターミナル）とJR高松駅を結ぶ便として1日12往復体制（各社6往復ずつ、そのうち四国旅客鉄道が担当する4往復はユニバーサル・スタジオ・ジャパン発着）で新設された。2002年の共同運行開始まではさぬきエクスプレス（大阪）号と高松エクスプレス大阪号は競合関係にあった。
2002年に高松自動車道が神戸淡路鳴門自動車道と直結してから、大阪市内から高松市内まで全て高速道路を経由するルートに変更され、所要時間が大幅に短縮した。同時に規制緩和によって高松エクスプレス（株）と南海バスがなんば - 高松間3,600円の運賃とポイントカードサービスを売りにした「たかなんフットバス」で参入（2017年に南海バスは同路線から撤退）し、実質的なトリプルトラック状態を避けるために阪急バス・四国高速バスと西日本ジェイアールバス・四国旅客鉄道は共同運行を開始し、回数券の共通利用ができるようになった。一部便でJR難波駅(OCAT)への立ち寄りを開始し、フットバスと同じ3,600円の価格設定を行った。OCAT立ち寄りにより、原則として阪神高速道路湾岸線経由となり、中国道経由と比べると大幅な時間短縮となった。さぬきエクスプレス（大阪）号の特急便と急行便の区別も廃止された。2003年には本グループもポイントカードサービスを3年間行った。また同時に大阪梅田直行便と千里中央経由便はすべて廃止され、全便がOCAT経由となった。
2009年4月1日、観音寺エクスプレス大阪号の開業と共に、本路線の丸亀発着便と高松発着便の系統がほとんど分離された。そのうちジェイアール四国バス担当の1往復が大阪 - 高松 - 観音寺間を運行することとなったが、同年10月1日の改正により、丸亀・観音寺発着便はすべて高松を経由しない直行便に改められ、全便が高松起終点となった。2011年からはユニバーサル・スタジオ・ジャパンへの乗り入れは神戸 - 高松系統の高松エクスプレス神戸号、さぬきエクスプレス神戸が担うことになり、本路線の大阪側は全便で梅田地区（阪急三番街バスターミナルもしくは大阪駅JR高速バスターミナル）が始終点となった。
2019年4月1日改正時点では1日32往復が運行していたが、2020年初頭に日本国内でも猛威を振るった新型コロナウィルス感染症（COVID-19）の影響で旅行や出張需要が激減する中、本路線も同年4月13日から2ヶ月間は全便が運休した。同年7月3日から（四国高速バスの4往復と阪急バスの4往復は同年6月12日から同年6月13日、JRバス2社は同日から）所定の半分の本数となる1日16往復で暫定的に運行が再開されたものの、2022年2月1日のダイヤ改正で正式に路線開設以来初となる大幅な減便（1日16往復体制）に踏み切った。
2023年4月1日に2往復増便（四国高速バス1往復、ジェイアール四国バス1往復ずつ運用増）した
。
香川県を含めた四国内の4県では高速バス利用者を対象に駐車料金を無料にしたり、大幅に割り引くなど、いわゆるパークアンドライドのシステムを積極的に推進している。

## 運行会社
さぬきエクスプレス（大阪）
- 阪急観光バス（大阪営業所）
- 四国高速バス（高松営業所）

高松エクスプレス大阪号
- 西日本ジェイアールバス（大阪営業所）
- ジェイアール四国バス（高松支店）

## 運行経路および停車停留所
- 大阪府・兵庫県内の区間のみ、徳島県・香川県内の区間のみの利用は不可。
- 梅田地区ではさぬきエクスプレス(大阪)号は梅田阪急三番街、高松エクスプレス大阪号は大阪駅JR高速バスターミナルに停車。
- 室津PAなどで途中休憩あり。
- カッコ内の数字は駅コード。

```
大阪駅JR高速バスターミナル
 (21) / 
阪急三番街高速バスターミナル
(20) - 
湊町バスターミナル
 (OCAT・
JRなんば駅
) (19) - 
鳴門西
(14) - 
高速引田
(13) - 
高速大内
(12) - 
高速津田
(11) - 
高速志度
(10) - 
高速三木
(29) - 
高松中央インターバスターミナル
(09) - 
ゆめタウン高松
(07) - 
栗林公園
前(06) - 
県庁
通り(05) - 
高松駅
(04)
```

- 運行経路：大阪市内一般道 - 阪神高速1号環状線 - 阪神高速16号大阪港線 - 阪神高速5号湾岸線 - ハーバーハイウェイ - 阪神高速3号神戸線 - 第二神明道路 - 阪神高速5号湾岸線 - 神戸淡路鳴門自動車道 - 高松自動車道 - 国道11号  - 国道30号 - 高松市内一般道
  - 神戸市内では道路状況により、国道2号、阪神高速7号北神戸線などに迂回することがある。
  - 大阪市内でも道路状況により一般道に迂回することがある。

## 運行回数
1日20往復（2024年3月1日現在）
- さぬきエクスプレス（大阪）：1日10往復（阪急観光バス：4往復、四国高速バス：6往復）。
- 高松エクスプレス大阪号：1日10往復（西日本ジェイアールバス：4往復、ジェイアール四国バス：6往復）。

## 歴史
- 1996年（平成8年）
  - 4月15日 - 【阪急・四高】阪急バスと四国高速バスが2社共同で瀬戸大橋経由のさぬきエクスプレスの運行を開始[2]。
    - 阪急梅田駅 - 新大阪駅 - 千里中央BT - 坂出駅 - 高松駅前（コトデン高松築港駅）を新御堂筋・中国道・播但連絡道路・山陽道・瀬戸中央道・さぬき浜街道（高松坂出有料道路）経由、スーパーハイデッカー3列シート車（後方3列が2+2列の31人乗り車）で運行[2]。
- 1997年（平成9年）
  - 4月1日 - 【阪急・四高】運賃改訂。
  - 12月10日 - 【阪急・四高】山陽道に乗せ替え。
- 1998年（平成10年）
  - 11月1日 - 【阪急・四高】山陽道乗せ替えによる所要時間短縮。
- 1999年（平成11年）
  - 12月20日 - 【阪急・四高】坂出・高松 - 神戸線（さぬきエクスプレス神戸）運行開始により、大阪線の愛称を四国高速バスはさぬきエクスプレス大阪に変更。
- 2001年（平成13年）
  - 2月 - 改正道路運送法施行により、高速バス事業に規制緩和がなされる。
  - 3月30日 - 【JRバス2社】高松道が板野ICまで延伸し、西日本JRバスと四国旅客鉄道（当時）が高松エクスプレス大阪号の運行を開始。
    - 大阪駅（桜橋口）- 高松駅（仮駅舎）間を阪神高速11号池田線・中国道・山陽道・神戸淡路鳴門道（明石海峡大橋）・徳島県道12号鳴門池田線・高松道経由、ハイデッカーまたはスーパーハイデッカー4列シート車で運行。

  - 3月30日 - 【阪急・四高】さぬきエクスプレス大阪も阪神高速11号池田線（千里中央BT経由の4往復は新御堂筋経由）・中国道・山陽道・神戸淡路鳴門道（明石海峡大橋）・鳴池線・高松道経由に変更し、全便ハイデッカー4列シートの新車に置き換え。坂出～丸亀駅間の延伸に伴い、高速道路上のバス停（「引田」「大内」「津田」「志度」）及び「高松中央インター口」停留所（現在のバスターミナルとは異なり、同ICの北側にあった）、「県庁通り」、「坂出（両景橋）」、「丸亀駅」を新設。「坂出駅」停留所を廃止。本数を4往復から14往復に増便。大阪～引田間を無停車とする特急系統運行開始。
  - 5月13日 - 【JRバス2社】高松駅（JR四国）の4代目駅舎及び高松駅前バスターミナルが開業。高松エクスプレス大阪号の一部の便をユニバーサル・スタジオ・ジャパン（USJ）発着に変更。
  - 5月13日 - 【阪急・四高】高松駅前バスターミナルへの乗り入れ、「高松駅」（コトデン高松）停留所の廃止[12]、時刻変更。
  - 12月20日 - 【阪急・四高】丸亀バスセンター開業、「四国高速バス丸亀バスセンター」停留所新設（丸亀駅～丸亀バスセンター間の延伸）。さぬきエクスプレス、さぬきエクスプレス大阪の一部を丸亀発着に変更。
- 2002年（平成14年）
  - 4月27日 - たかなんフットバス、南海バスの参入に伴い、さぬきエクスプレス、さぬきエクスプレス大阪と高松エクスプレス大阪号が予約・発券及び回数券を共通化、4社による共同運行開始（ただし、当初は回数券の有効期間がJRバス扱いは3ヶ月になっていた。現在は共に6ヶ月）。
    - さぬきエクスプレス、さぬきエクスプレス大阪、高松エクスプレス大阪号の一部便がOCAT経由となり、この便は経路も阪神高速5号湾岸線、3号神戸線・第二神明道路経由に変更。高松エクスプレス大阪号も一部を丸亀駅発着に変更。
    - 「坂出駅」停留所を新設。「坂出（両景橋）」停留所を廃止。

  - 7月22日 - 高松道鳴門IC～板野IC開通により経路変更。鳴門西停留所を新設。
  - 8月1日 - JRなんば駅経由便を4便増便。
  - 11月1日 - 運行経路を小変更。「ゆめタウン高松」、「高松中央インター南」停留所を新設、「高松中央インター口」停留所を廃止。ゆめタウン高松駐車場の一部をパークアンドライド客のために無料駐車場として設置。
- 2003年（平成15年）
  - 2月5日 - USJ・大阪梅田～高松の運賃を4,100円から3,800円に値下げ。4社共通のポイントカードサービスを開始。
  - 7月 - ゆめタウン高松の駐車場が移転し24時間無料になる。
  - 12月1日 - 全便OCAT経由に経路を統一。千里中央経由便、大阪梅田直行便は廃止。
    - 「栗林公園前」停留所を新設。
- 2005年（平成17年）
  - 10月1日 - 48時間無料駐車場を設置した「高松中央インターバスターミナル」を新設（大阪行のみ）。「高松中央インター南」停留所の坂出・丸亀行乗降場を「高松中央インターバスターミナル（高松中央インター南）」に改称。
  - 10月 - ゆめタウン高松バスターミナルの駐車場が48時間無料になる。
- 2006年（平成18年）
  - 4月1日 - 2往復を特定日（主に土日祝日）に限り琴平駅発着に。「善通寺赤門前」「こんぴら温泉郷口」「琴平駅」を新設（四高、J四便のみ）。
  - 7月1日 - 高松中央インターバスターミナル駐車場拡大。「高松中央インターバスターミナル」降車停留所新設。「高松中央インターバスターミナル（高松中央インター南）」降車停留所、「高松中央インター南」乗車停留所をそれぞれ廃止し、停留所統廃合を実施。
  - 9月30日 - ポイントカードサービスを廃止。また、阪急バスと四国高速バス便で開業以来行われてきたドリンクサービスも廃止された。ちなみにJR便では元々行われていなかった。
- 2007年（平成19年）
  - 2月26日 - 「高速三木」停留所を新設。高松駅発着のJRバス便も全便室津PAで休憩を取るようになる（今までは乗務員によって停車か通過を決めていた）。
- 2009年（平成21年）
  - 4月1日 - 「坂出駅」「丸亀バスターミナル」両停留所を廃止。「坂出インターバスターミナル」・「善通寺インターバスターミナル」の各停留所を新設。また坂出、丸亀駅までの直行便（詳細は「さぬきエクスプレス神戸・大阪」の項目を参照）（高松道内、高松市内の乗降扱いはなし）を運転開始する（阪急・四高）。また観音寺駅まで運転する「観音寺エクスプレス大阪号」（JR系、こちらも直行便の設定あり）が登場する。
  - 10月1日 - 坂出・丸亀・観音寺発着便が全便直行便になる。特定便の琴平駅発着便および「善通寺赤門前」「こんぴら温泉郷口」「琴平駅」各停留所を廃止。
- 2010年（平成22年）
  - 7月1日 - 大阪梅田・JR大阪駅～高松線、一部便を丸亀駅へ延伸。
- 2011年（平成23年）
  - 6月1日 - JR大阪駅の発着場所を大阪駅JR高速バスターミナルに変更。ユニバーサル・スタジオ・ジャパン（USJ）への乗り入れを廃止（同日より高松エクスプレス神戸号がUSJに乗り入れ）。
- 2012年（平成24年）
  - 4月1日 - 一部便の担当会社を変更。（観音寺エクスプレス号、さぬきエクスプレス大阪（丸亀発着便）との担当会社の入れ替え）
- 2013年（平成25年）
  - 10月1日 - 高松駅前バスターミナルの高速バス乗り場が高松駅南口近くに変更。
- 2020年（令和2年）
  - 4月13日 - 新型コロナウィルス感染症（COVID-19）で全便が運休。
  - 6月12日 - 四国高速バス便の4往復と阪急バス便の2往復が運行再開（暫定1日6往復体制）。
  - 6月13日 - 阪急バス便の2往復が運行再開（暫定1日8往復体制）。
  - 7月3日 - 西日本ジェイアールバス便とジェイアール四国バス便の8往復が運行再開（暫定1日16往復体制）。
- 2021年（令和3年）
  - 2月1日 - 正式な運行本数の見直し（2019年4月1日時点の1日32往復から1日16往復へ減便）。
- 2022年（令和4年）
  - 6月30日 - ジェイアール四国バスのゆめタウンバスプラザ（「ゆめタウン高松」上り停留所前のバス乗車券販売所）を廃止[13]。同じ場所にある四国高速バスの窓口は営業継続。
  - 7月1日 - 阪急バス運行分を全て阪急観光バスに移管[14]。
  - 9月1日 - 主に燃料費の高騰、新型コロナウイルス感染症の需要減の影響による運賃値上げ（例えば高松市内 - 大阪市内間の片道運賃は4,100円→4,500円に改定）[15]。
- 2023年（令和5年）
  - 4月1日 - 2往復増便（1日18往復化）。
- 2024年（令和6年）
  - 3月1日 - 2往復増便（1日20往復化）。

## 車両
2001年の西日本ジェイアールバスと四国旅客鉄道の路線開設時においては、既にダブルトラック路線であったことから、最悪の場合は撤退することも考慮し、完全に新車に揃えずに一部は他路線で使用されていた三菱ふそう・エアロクィーン2代目の初期・中期型、いすゞ・スーパークルーザーなどの古参車も定期運用に入っていた。しかし、路線が軌道に乗った2003年から2005年にかけて西日本ジェイアールバスとジェイアール四国バスでは新車が追加投入され、他路線から転用されていた古参車がほとんど置き換えられた。
四国高速バスなどでも2008年からは、2009年からの大阪府のディーゼル車規制条例の規制をクリアできない、1990年代前半までに製造された古参車が順次置き換えられた。
両グループとも、2012年頃から2001年の路線変更時（阪急バス（当時）・四国高速バス）、路線開設時（西日本ジェイアールバス・ジェイアール四国バス）に導入された車両が車両の老朽化により順次新車に置き換えられた。
ジェイアール四国バスでは2019年度からエアロエース（2019年モデル）の投入によってエアロバス（2代目）の後期型（2005年から2007年に生産されたモデル）が全て置き換えられ、エアロエースの初期型（2007年モデル）も順次置き換えられている。西日本ジェイアールバスでも2005年度から中断していた三菱ふそう製ハイデッカー車の投入が2018年から再開され、本路線には2019年度からエアロエース（2019年モデル）が順次投入されている。
各社とも原則はハイデッカー車（続行便の一部車両はスーパーハイデッカー車）で運行。各社の主な使用車種は以下のとおり。

### 現在の使用車両
- 阪急観光バス：三菱ふそう・エアロエース（2007年モデル）、日野・セレガ(2代目)
- 四国高速バス：日野・セレガ(2代目)、三菱ふそう・エアロエース（2007年モデル）
- 西日本ジェイアールバス：日野・セレガ(2代目)、いすゞ・ガーラ（2代目）、三菱ふそう・エアロエース（2019年モデル）
- ジェイアール四国バス：三菱ふそう・エアロエース（2007年モデル）、三菱ふそう・エアロエース（2019年モデル）、日野・セレガ(2代目)

### 過去の使用車両
- 阪急バス（2022年まで）、阪急観光バス：三菱ふそう・エアロクイーン（初代、2代目）、三菱ふそう・エアロバス（2代目）、西日本車体工業・ネオロイヤルC-I（三菱ふそう・エアロバスシャーシ）、西日本車体工業・ネオロイヤルSD-II（三菱ふそう・エアロクイーンシャーシ）
- 四国高速バス：日野・ブルーリボン グランデッカ、日野・セレガ（初代）、日野・セレガR、三菱ふそう・エアロバス（初代・2代目）、三菱ふそう・エアロクイーン（初代、2代目）
- 西日本ジェイアールバス：三菱ふそう・エアロバス（2代目）、三菱ふそう・エアロクィーン（2代目）、日野・セレガ（初代）、日野・セレガR、いすゞ・ガーラ（初代）
- 四国旅客鉄道→ジェイアール四国バス：三菱ふそう・エアロバス（2代目）、三菱ふそう・エアロクイーン（2代目）、いすゞ・スーパークルーザー

### 車内設備
- 4列リクライニングシート
- トイレ
- 無料Wi-Fiスポット
- コンセントもしくは充電専用USBポート